# Graphiurus lorraineus
Graphiurus lorraineus es una especie de roedor de la familia Gliridae.

## Distribución geográfica
Se encuentra en Camerún, República Democrática del Congo, Ghana, Guinea-Bissau, Liberia, Nigeria, Sierra Leona, Tanzania y Uganda.

## Hábitat
Su hábitat natural son: clima subtropical o tropical, tierras  de baja altitud bosques,  sabanas, y las  plantaciones.